# Фролов, Валерий Павлович
Валерий Павлович Фролов 
[Valeri P. Frolov] (род. 7 октября 1946 или 1946, Москва) —  канадский физик-теоретик российского происхождения, автор значительных работ в области гравитации и физики чёрных дыр. В настоящее время работает в  Университетe Альберты, Канада.

## Биография
Родился 7 октября 1946 года в Москве. Окончил физический факультет МГУ получив степень магистра в 1970 году. В 1973 году защитил кандидатскую диссертацию, а в 1980 — докторскую диссертацию по теоретической физике.
Научную карьеру начал в 1970 году  в Физическом институте имени П. Н. Лебедева Академии наук СССР под руководством академиков Моисея Александровича Маркова и Виталия Лазаревича Гинзбурга где прошёл путь от ассистента до профессора (с 1980 года). С 1985 по 1992 год также преподавал в Московском физико-техническом институте (МФТИ). В 1992–1993 годах был приглашённым профессором в Университете Копенгагена. В 1993 году переехал в Эдмонтон (Канада), где стал профессором в Институте теоретической физики Университета Альберты в Эдмонтоне и занял престижную профессорскую позицию имени Киллама, которую занимает по сей день.

## Научная деятельность
В начале своей карьеры В. П. Фролов занимался исследованием белых дыр и полузамкнутых миров. В 1970 году совместно со своим научным руководителем М. А. Марковым опубликовал работу, в которой обсуждалось рождение квантовых частиц заряжёнными чёрными дырами. В 1980 году совместно с Г. А. Вилковыским предложил модель регулярно испаряющейся чёрной дыры и построил её конформную диаграмму.
Позже основное внимание уделял квантовым эффектам вблизи чёрных дыр. В 1987 году опубликовал (совместно с В. Л. Гинзбургом) работу по принципу эквивалентности в квантовой физике. В 1989 году совместно с Кипом Торном предложил особое квантовое вакуумное состояние в окрестности горизонта вращающейся чёрной дыры, которое впоследствии получило название вакуума Фролова — Торна.
В 1994 году (совместно с А. О. Барвинским и А. Зельниковым) ввёл понятие волновой функции чёрной дыры. В 1996 году (совместно с Д. В. Фурсаевым и А. Зельниковым) предложил объяснение энтропии чёрной дыры, основанное на идеях Сахарова об индуцированной гравитации.
В это же время активно исследовал космические струны, их взаимодействие с чёрными дырами, а также квантовые эффекты на фоне этих объектов. Его интерес также охватывал модели регулярных чёрных дыр, кротовые норы и гипотетические "машины времени".
С 2006 по 2018 год сосредоточился на изучении скрытых симметрий в пространствах-временах чёрных дыр в четырёх и более измерениях. Совместно с Д. Кубизнаком и П. Кртоушем показал, что все решения уравнений Эйнштейна, описывающие чёрные дыры, обладают особым геометрическим свойством, связанным с т.н. тензором Киллинга — Яно. Этот тензор обеспечивает полную интегрируемость уравнений движения и позволяет разделить переменные в уравнениях для физических полей.
В последние годы предложил эффективное действие для электромагнитной и гравитационной спин-оптики — обобщение геометрической оптики, учитывающее взаимодействие спина с кривизной пространства-времени.

## Награды и премии
- Профессор имени Киллама, Университет Альберты (с 1993 г. по настоящее время, Канада)
- Премия имени М. А. Маркова (2016, Институт ядерных исследований РАН, Москва) — за выдающийся вклад в исследования физики чёрных дыр.

## Книги
- Igor D. Novikov and Valeri P. Frolov, “Black Hole Physics”[2] (Fundamental Theories of Physics,  Volume 27, 341 pages, 1989. This is an English translation of the book in Russian, published in 1986 by Nauka Publ.
- И. Д. Новиков, В. П. Фролов, " Физика черных дыр",  Издательство Наука. 326 стр.,1986 г.
- Valeri P. Frolov and Igor D. Novikov, “Black Hole Physics: Basic Concepts and New Developments”,[3] Fundamental Theories of Physics, Volume 96, 770 pages, 1998
- Valeri P. Frolov and Andrei Zelnikov, “Introduction to Black Hole Physics”,[4] Oxford University Press, 488 pages, 2011